# Нак, Владимир Григорьевич
Владимир Григорьевич Нак (5 ноября 1935, Москва — 16 февраля 2010, Москва) — российский инженер-путеец, заслуженный строитель РСФСР, глава Производственного строительно-монтажного объединения Ямалтрансстрой.
Под его непосредственным руководством и участии было осуществлено строительство большого количества объектов транспорта, промышленности, жилья и соцкультбыта по всей европейской части СССР.

## Биография
Родился 5 ноября 1935 года в Москве.
В 1959 году окончил Московский институт инженеров транспорта.
Трудовой путь начал в системе Министерства транспортного строительства СССР, прошел путь от мастера до заместителя начальника Главного управления железнодорожного строительства Севера и Запада.
С 1986 года — возглавил вновь образованное Производственное строительно-монтажное объединение (ПСМО) Ямалтрансстрой. С 1992 года — генеральный директор акционерного общества Ямалтрансстрой, которое стало преемником ПСМО. Дорога Обская — Бованенково протяженностью 572 км. 525, из которых были построены при его руководстве и личном участии.
В 1997 году избирается Председателем Совета директоров ОАО Ямалтрансстрой.
Неоднократно избирался депутатом Тюменского областного и Ямало-Ненецкого окружного совета народных депутатов.

### Смерть
Умер 16 февраля 2010 года в Москве.
Похоронен на Донском кладбище.

## Награды и знаки признания

### Награды
- Орден Знак Почёта
- Орден Дружбы народов

### Звания
- Заслуженный строитель РСФСР
- Почётный транспортный строитель
- Почётный работник газовой промышленности
- Почётный житель Ямало-Ненецкого автономного округа

## Семья
Жена — Ирина Александровна Кузнецова

Сын — Игорь Владимирович Нак